# Канела (приток Горного Тикича)
Канела (укр. Канела; Руда) — река в Уманском районе Черкасской области Украины, правый приток Горного Тикича (бассейн Южного Буга).

## Описание
Длина реки 47 км, уклон реки — 1,3 м/км. Площадь бассейна 670 км².
Притоки: Большая Просяная, Канелька (правые).

## Расположение
Канела начинается в Монастырищи. Первоначально течет на юго-восток через деревни Аврамовка, Леськово, Хейлово, Панский Мост. В Степовке поворачивает на северо-восток и течет через Соколовку, Конелу и Зеленый Рог. На юго-восточной окраине Бузовки впадает в Горный Тикич, левый приток Тикича.

## Галерея

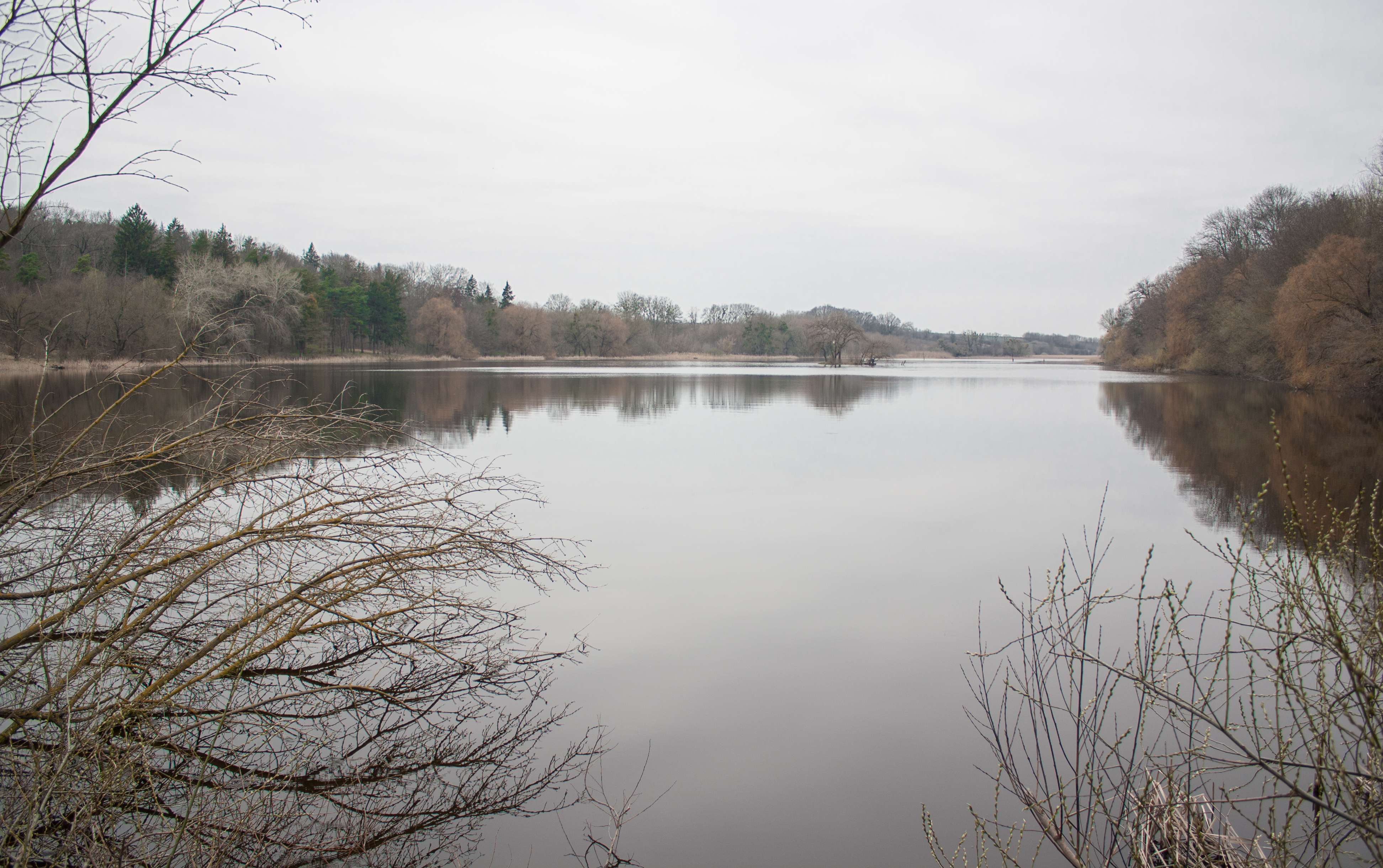
Пруд на реке в селе Леськово
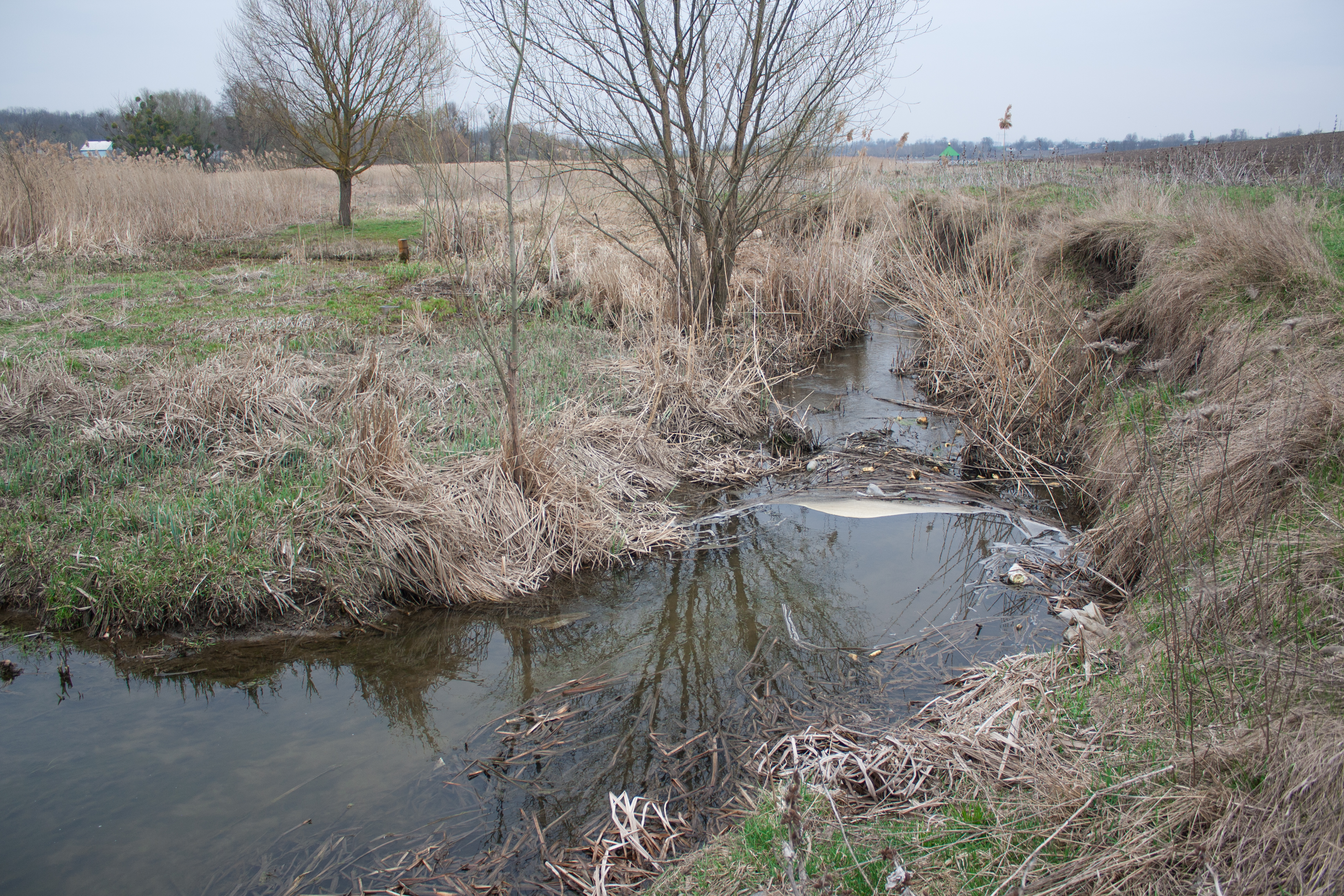
Река в селе Хейлово
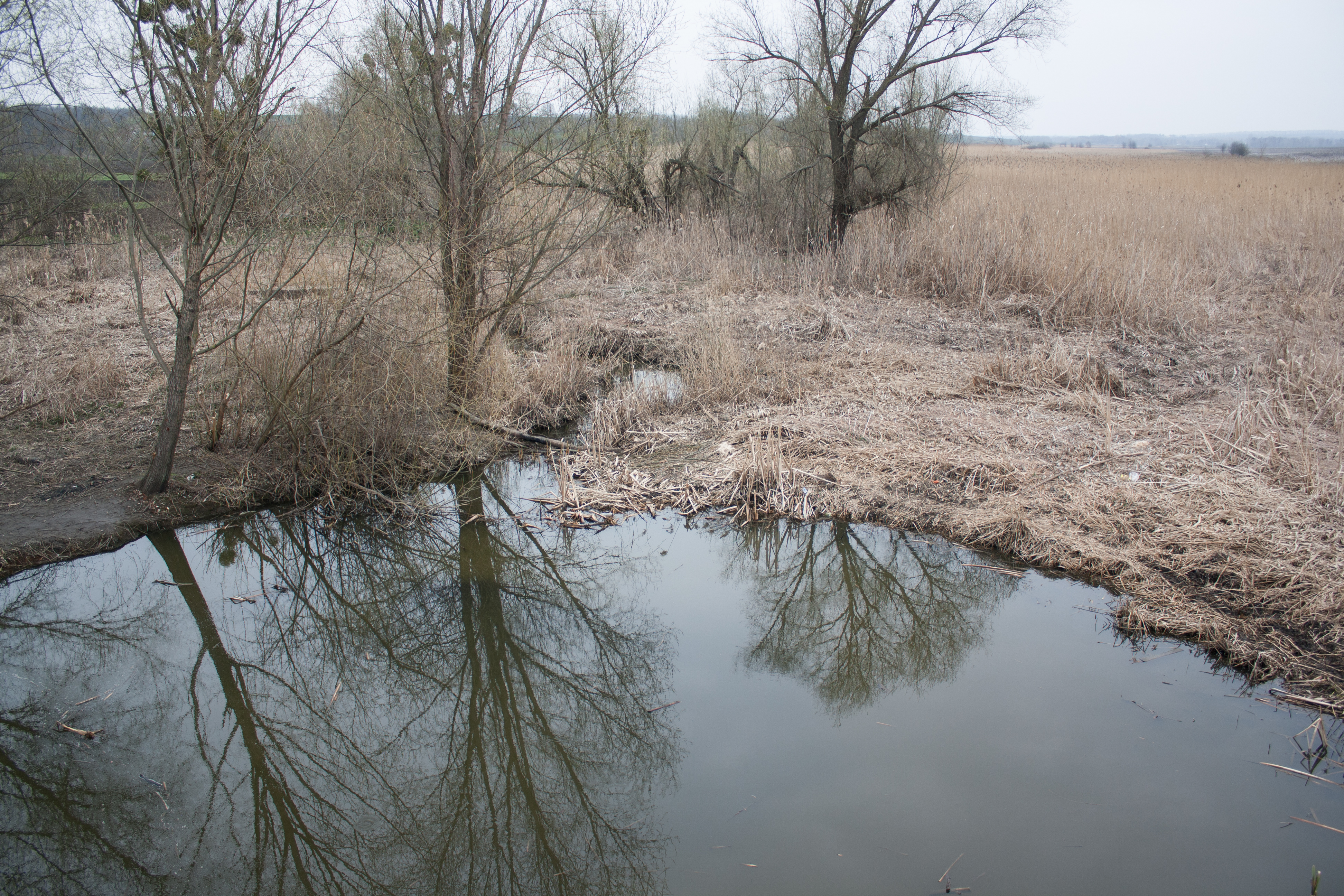
Река в селе Панский Мост
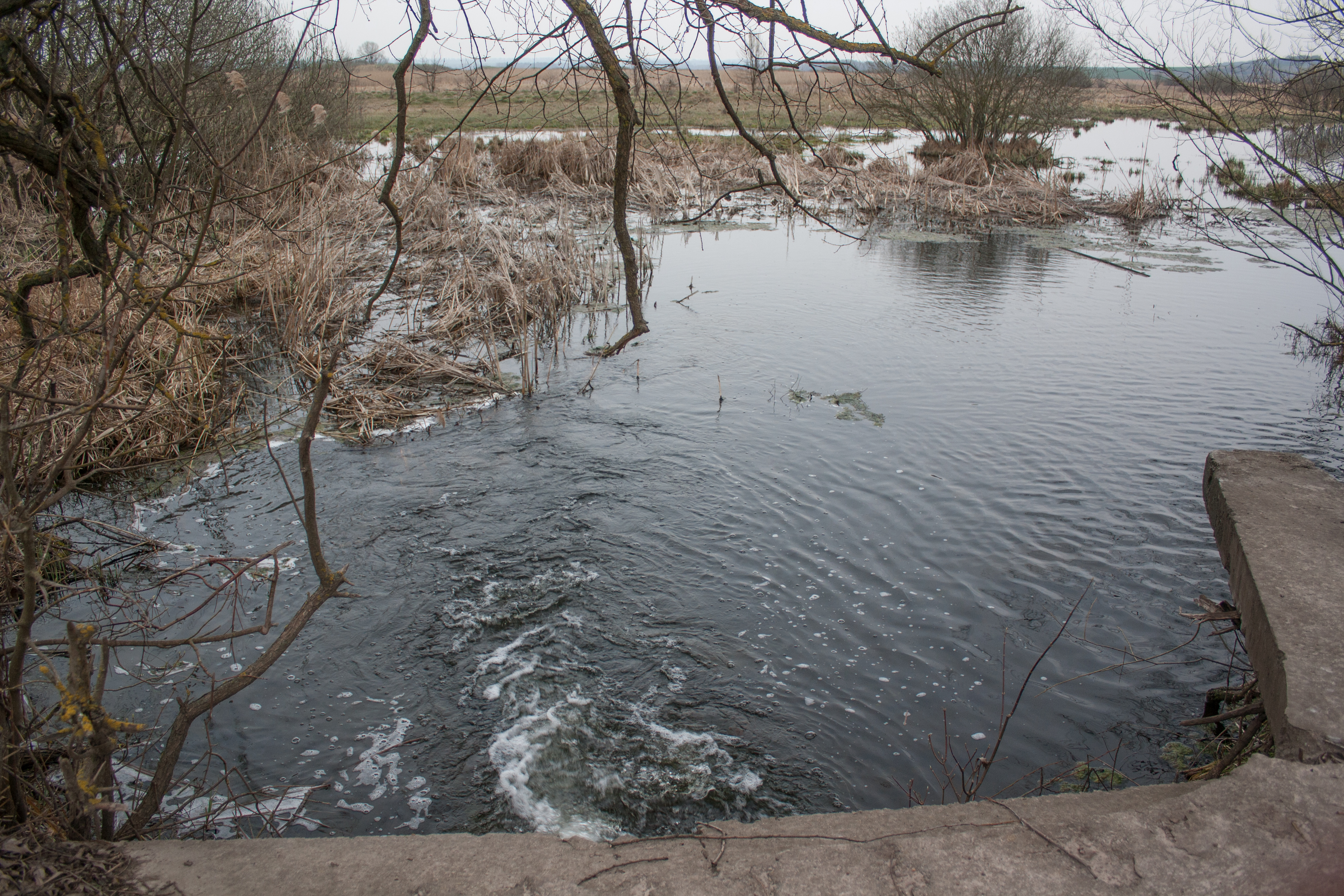
Река в селе Степовка
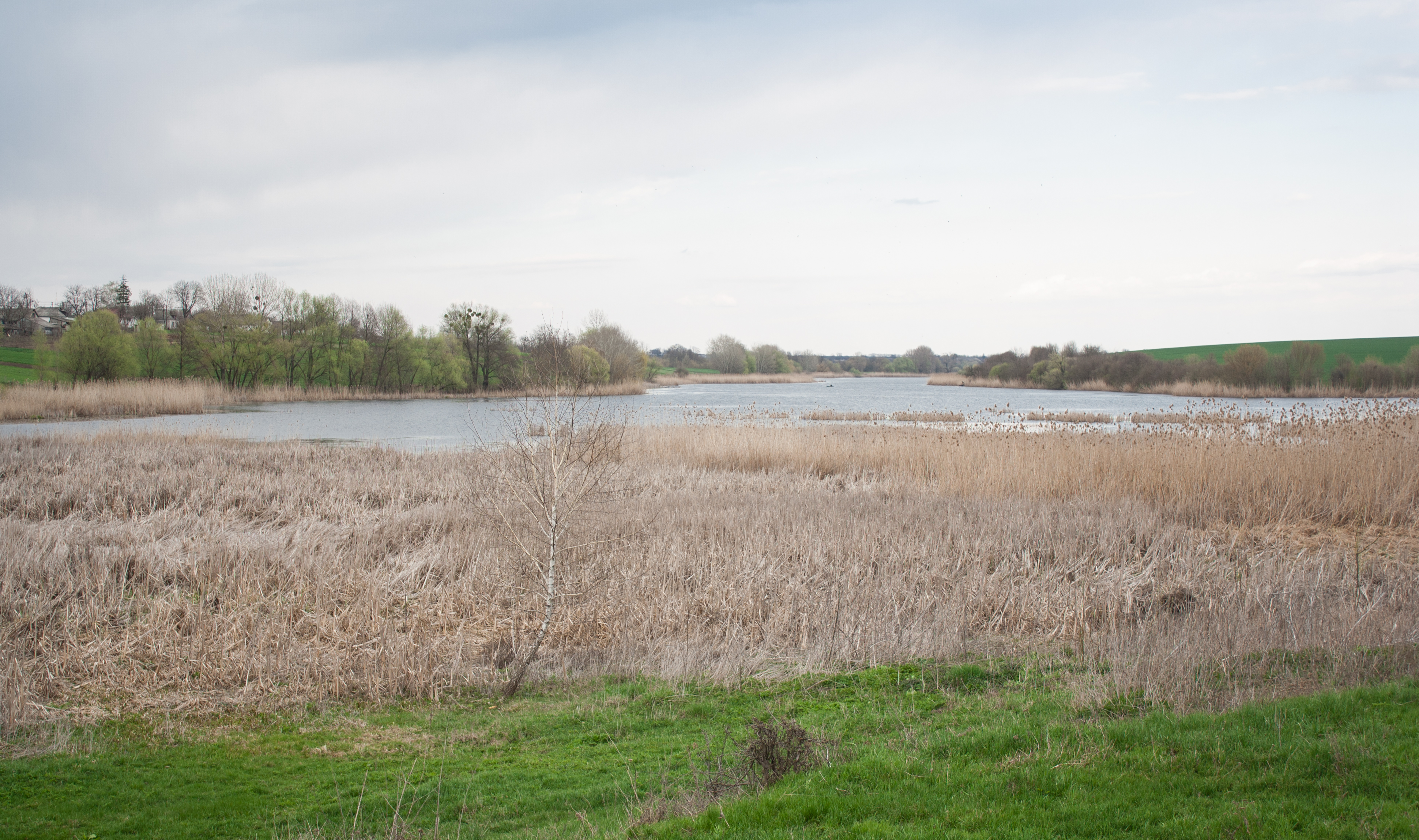
Река в селе Конельская Поповка
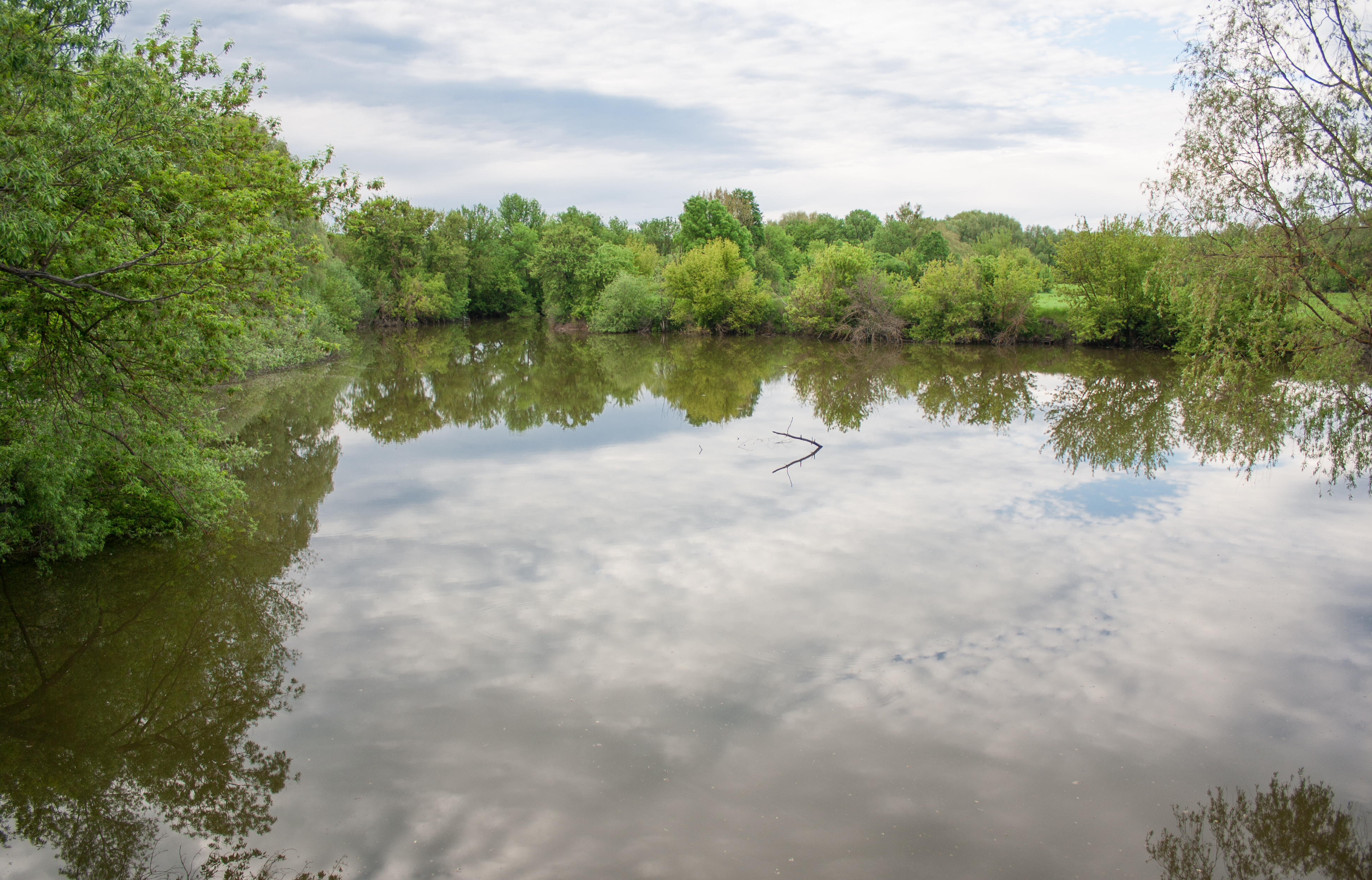
Река в селе Конела
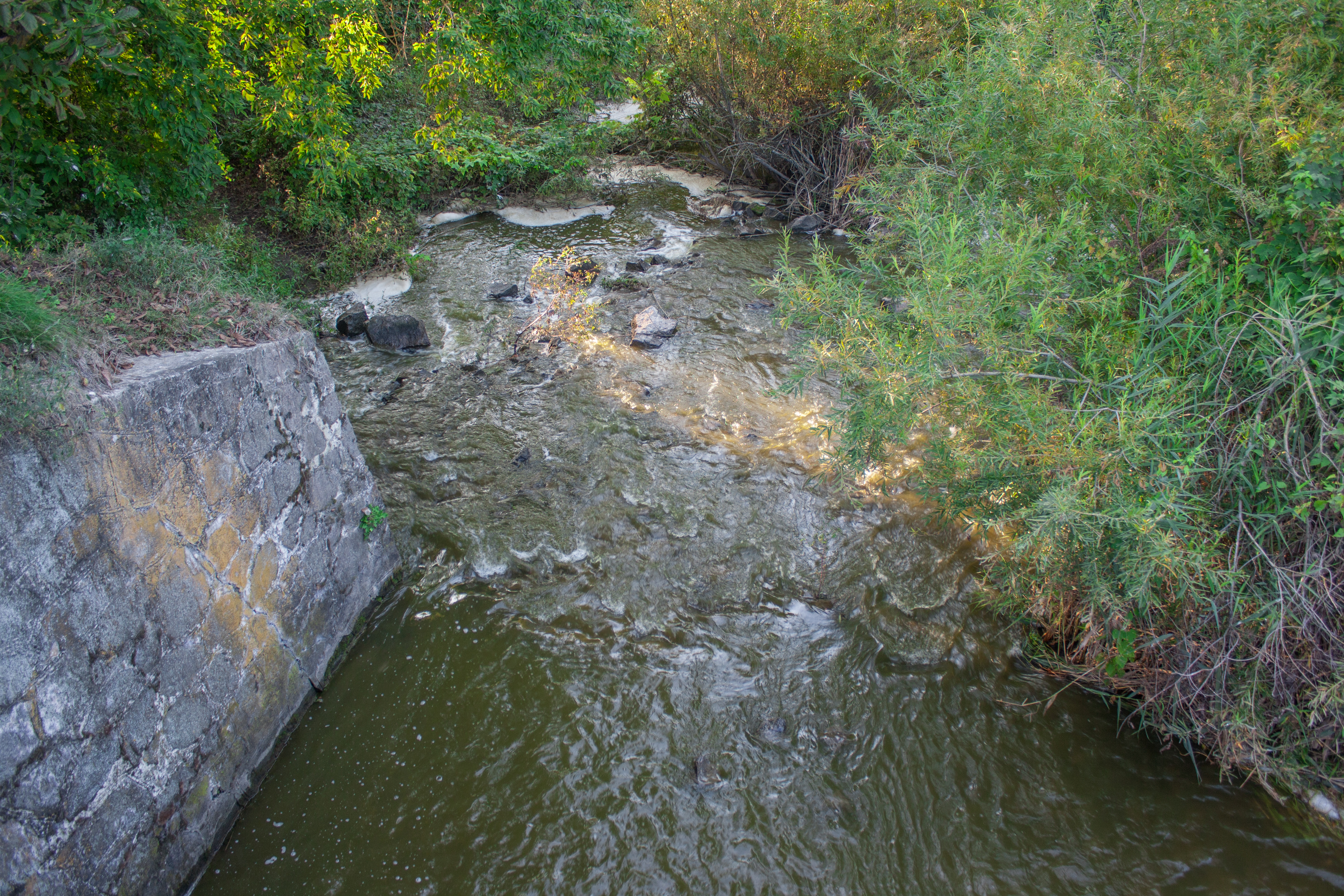
Река в селе Зелёный Рог
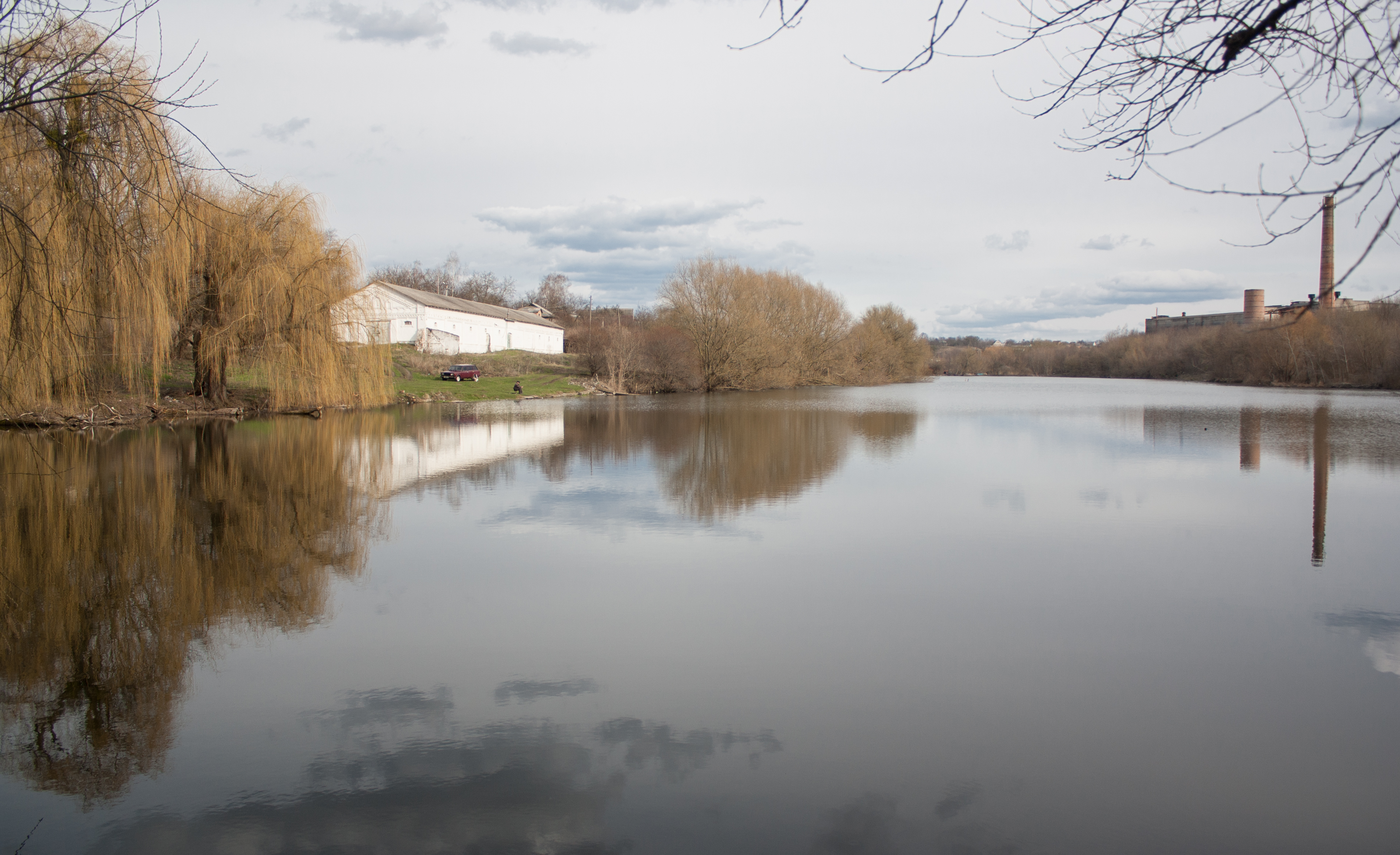
Пруд на реке между Аврамовкой и Монастырищем